# Paul Nagle (rallynavigator)
Paul Nagle (Killarney, 29 augustus 1978) is een Iers rallynavigator, voorheen actief naast Kris Meeke in het wereldkampioenschap rally, maar hedendaags navigerend voor Craig Breen.